# Ripi
Ripi est une commune italienne d'environ 5 200 habitants, située dans la province de Frosinone, dans la région Latium, en Italie centrale.

## Administration
| Période                                  | Période     | Identité         | Étiquette    | Qualité |
| ---------------------------------------- | ----------- | ---------------- | ------------ | ------- |
| 14 juin 2004                             | 27 mai 2014 | Giovanni Celli   | lista civica |         |
| 27 mai 2014                              | 26 mai 2019 | Roberto Zeppieri |              |         |
| 26 mai 2019                              | En cours    | Piero Sementilli |              |         |
| Les données manquantes sont à compléter. |             |                  |              |         |

### Hameaux
Castello, Santarona, Borgo, Le Serre, Colle Alto, la Madonna.

### Communes limitrophes
Arnara, Boville Ernica, Ceprano, Pofi, Strangolagalli, Torrice, Veroli